# Megalastrum ciliatum
Megalastrum ciliatum är en träjonväxtart som beskrevs av M. Kessler och A. R. Sm. Megalastrum ciliatum ingår i släktet Megalastrum och familjen Dryopteridaceae. Inga underarter finns listade.